# Radio X (Велика Британія)
Radio X — британська національна комерційна радіостанція, орієнтована на альтернативну музику, насамперед інді-рок, і належить компанії Global. Radio X розпочало свою діяльність на національному рівні 21 вересня 2015 як ребрендинг Xfm і замінив Xfm London та Xfm Manchester.
На станції працювало кілька ді-джеїв, які звідтоді стали ще популярнішими, включаючи Рассела Бренда, Карла Пілкінґтона, Рікі Джервейса, Стівена Мерчанта, Саймона Пегга, Крістіана О'Коннелла, Джастіна Лі Коллінза, Адама та Джо, Алекса Зейна, Тіма Лавджоя, Дермота О'Лірі та Джоша Віддікомба.

## Історія
Xfm було створене в Лондоні в 1992 Семмі Джейкобом (який заснував радіо-попередник Q102) та Крісом Паррі.
Радіостанція стала штатною 1 вересня 1997. Протягом наступного року вона відтворювала різноманітну музику зі своїх студій на Шарлотт-стріт, 97. Пізніше Джейкоб стане співзасновником NME Radio та CDNX (Camden Experience) у 2008 та 2015 роках відповідно.
У 1998 Xfm був придбаний Capital Radio Group (нині частиною Global Radio) і перенесений з Шарлотт-стріт в штаб-квартиру Capital на Лестер-сквер, яка знаходиться там і сьогодні. 23 серпня того ж року Xfm було закрите на чотири дні, під час яких була протестована стрічка з основними записами софт-року. Згодом станція була перезапущена в більш загальнодоступному форматі, і з'явилася нова реклама з мультфільмом на радіо «Не бійся!», де згадувалося про недоступність старого формату.
Реконструкція софт-року не мала успіху, завершившись протестами під проводом слухачів біля студій столичного радіо. Слухачі також подали заперечення до Capital Radio, яке встановило, що Xfm діє в спосіб, що суперечить вимогам ліцензії, і певна кількість альтернативних ефірів була врешті-решт відновлена, особливо за допомогою нічних плейлистів та спеціалізованих шоу.
Після того, як «Capital Radio» взяло на себе владу, станція відмовилася від своєї широкої музичної політики, яку замінив формат, заснований на досвіді США. Перші показники аудиторії після цієї зміни показали різке зниження. Ді-джеї більше не мали змоги вибрати власні треки, і спеціалізовані шоу були припинені. Невдовзі станція стала більш орієнтованою на чоловіків, і в ній з'явилося футбольне висвітлення та «дивовижна» продукція. Це закінчилося після того, як адміністрація радіо оштрафувала Xfm на 50 000 фунтів стерлінгів за жарт ведучого сніданку Тома Біннса про зоофілію в ефірі.
Capital Radio намагалося збільшити показники прослуховування Xfm, вербуючи ді-джеїв, таких як Зоуі Болл, колишня ведуча BBC Radio 1, і повторно набираючи коміків Рікі Джервейса і Стівена Мерчанта, які раніше пішли на добровільне скорочення. Разом із такими талантами, як Зейн Лоу та Крістіан О'Коннелл, це дало зростаючі цифри слухачів. Музика на радіо була і є сьогодні поєднанням популярних інді та софт-року.
Ведучий Джон Кеннеді — єдиний учасник нинішнього складу ведучих, який працює на радіостанції з перших ефірів. Його нове музичне шоу, X-Posure, є найдовшим шоу на станції, і його зараховують як першого, хто дав радіоефіри артистам, включаючи Адель, Florence and the Machine, Razorlight та Mumford & Sons.

### Розширення мережі Xfm
Xfm провів 28-денну трансляцію з обмеженою послугою FM у багатьох британських містах, включаючи Манчестер, Бірмінгем, Кардіфф та Глазго.
У 2000 Xfm London було додане до низки мультиплексів DAB по всій країні, а в січні 2006 його охоплення розширилося, коли воно замінило на низку інших локальних мультиплексів, створивши майже національне покриття. Одного разу повідомлялося, що ця «національна» версія Xfm London (відома як Xfm UK) матиме з часом місцеві програми (наприклад, новини, подорожі), але зрештою це так і не відбулося. Більшість DAB, що охоплюють Xfm, несли лондонську версію станції, але деякий час деякі мультиплекси на півночі Англії отримували натомість канал Xfm Manchester.
У 2001 компанія Xfm найняла Рікі Джервейса і Стівена Мерчанта для ведення суботнього південного шоу. Карл Пілкінгтон приєднався до них, щоби «просто натиснути кнопки», але врешті-решт став центральною постаттю шоу. Тріо часто називало станцію "станцією з жерсті, «поганою» і «не просто маленькою станцією в Лондоні, а найменшою станцією в цій будівлі».
До 2002 станція додала багато спеціалізованих шоу, таких як «London Express», «The A-Z of Alternative Music» та «The Remix». Післяобідні та вечірні шоу із Зейном Лоу та Тімом Лавджоєм були інноваційними, і хоча денний список відтворення складався з 40 поточних версій, їх часто змінювали, а загальний список відтворення містив близько 90 записів. Однак з часом кількість спеціалізованих шоу поступово зменшувалася, а кількість списків відтворення знову була обмежена.
9 червня 2005 група отримала постійну ліцензію на FM-мовлення на обслуговування міста Манчестер як Xfm Manchester. Ця станція вийшла в ефір у березні 2006. Також у 2005 Xfm був серед учасників тендеру на регіональну франшизу на північному сході на 97,5 FM, але ця ліцензія в кінцевому рахунку була надана Smooth Radio компанії Ofcom.
4 січня 2006 GCap Media відновила свою регіональну станцію Beat 106 у Центральній Шотландії як Xfm Scotland.
У 2007 четверта станція приєдналася до мережі, випустивши новий регіональний Xfm для південного Уельсу, що базується в студії Кардіффа, де також проживає Red Dragon FM (нині столиця Південного Уельсу).

### Вихідні зміни
У травні 2007, намагаючись скоротити витрати, материнська компанія Xfm, GCap Media, заявила, що видалить усіх ведучих з денного складу (з 10:00 до 16:00) і замінить їх на музичний автомат на основі запитів слухачів через їх вебсайти.
6 березня 2008 було оголошено про скасування рішення про відмову від ведучих вдень.
З 25 березня 2008 було запроваджено оновлений денний графік.
Новий графік було розпочато 12 січня 2009. Зміни на цю дату включали Джо Гуд, яка покинула «Afternoon Show», зокрема «Afternoon X List», та новий проєкт Річарда Скіннера, який взяв на себе «Ранкове шоу» від Ріка Шоу. Час шоу також був скоригований, причому ранкове шоу стало лише двогодинним шоу (раніше було тригодинним), а денне шоу стало чотиригодинним (раніше 3-годинним шоу). Графік вихідних також був скоригований. Рік Шоу перемістився, щоб представити «Weekend Morning Show» у суботу та неділю з 10:00 до 14:00, а Lliana Bird взяла на себе післяобідні передачі. Це призвело до інших змін у графіку вихідних, таких як закінчення «Sunday Brunch» Марші Шандур та зміна ефірного часу «Certificate X» Марка Хейнса (з 13:00 — 15:00 до 18:00 — 20:00). Джо Гуд покинув станцію під час цих змін, але знову приєднався наприкінці 2012.  
11 лютого 2008 компанія GCap Media оголосила, що продаватиме аналогову ліцензію на станціях «Манчестер», «Шотландія» та «Південний Уельс» зберігаючи лише Xfm London. Це рішення було прийняте як спроба збільшити прибуток та зосередитись на «виграшних брендах», ставлячи колишню стратегію націоналізації під сумнів. Після цього оголошення, на початку 2008, ведучий сніданку Алекс Зейн зізнався в ефірі, що майбутнє лондонської радіостанції також переглядається, навіть роблячи жартівливі згадки про те, що незабаром він може залишитися без роботи. Продаж станції в Південному Уельсі йшов далі, при цьому телерадіомовлення міста та країни перезапустило це як Nation Radio; продаж станцій Шотландії та Манчестера було призупинено, коли Global Radio вступило в дискусії щодо придбання GCap Media.
Повторне призначення попереднього контролера програм у 2011 році призвело до низки змін у результатах Xfm. Спеціалізовані шоу, такі як Music: Response та Mix Master Mike Show, повернулися, як і ведучий Денні Уоллес.
У вересні 2011 розпочався новий графік Xfm, який включав перехід Мері Енн Хоббс на відтворене вечірнє шоу «Music: Response». Телерадіокомпанія Річард Скіннер залишила станцію через два роки.
Шоу «Import: Export», продюсоване та зрежисоване Redefined Media, було відроджене та пов'язане з KROQ Лос-Анджелес. Подальші вихідні ефіри включали журналіста «The Sun» Гордона Смарта, який розпочав тригодинне недільне шоу. Шоу Смарта закінчилося в жовтні 2013, коли він пішов, щоб приєднатися до «Scottish Sun» в якості редактора.
В якості частини розкладу на 2013 рік, Джон Холмс взяв участь у шоу «Сніданок». Комедіант Джош Віддікомб презентував суботнє шоу між 10 ранку та 13 годиною дня.  
У березні 2015 було оголошено, що Рассел Бренд проводитиме нове недільне шоу, яке має відбутися 15 березня.
Після поглинання GCap Media власника компанії Heart and Galaxy Global, Xfm Scotland стала Galaxy (в 2011 році вона стала Capital Scotland), залишивши лише Манчестер та Лондон з місцевими станціями Xfm.
Після придбання компанією Real and Smooth Ltd компанії Global, Paisley/Renfrewshire 96.3 FM, яку раніше транслювали як Real Radio XS, стала новою Xfm Scotland у 2014. Ця послуга була доступна в центральній Шотландії через DAB.
До кінця брендування Xfm радіостанції Лондона, Манчестера та Шотландії транслювали місцеві програми по 43 години на тиждень — сніданок та драйв у будні та чотири години на день у вихідні — з інтерактивним програмуванням, в першу чергу з Лондона. Телевізійні платформи слідували за виданнями в Лондоні, і всі три станції транслювалися в Інтернеті.

### Ребрендинг як Radio X
7 вересня 2015 було оголошено, що 21 вересня Xfm буде перейменований на Radio X.
Ребрендинг був проведений у партнерстві з креативним агентством We Are MBC. Станція ребрендингу розпочала роботу з новими ведучими, включаючи Кріса Мойлеса, Вернона Кей, Джонні Вогана та Рікі Вілсона, які приєдналися до деяких існуючих ведучих Xfm за оновленим графіком.
Xfm транслював свій останній день програмування в неділю, 13 вересня 2015. Xfm Scotland припинив мовлення повністю того ж дня, коли Global Radio передало ліцензію Ofcom.
Холдинг сервісу музики та оголошень розпочав трансляцію на національному DAB під назвою Radio X наступного дня, при цьому ця послуга також зайняла місце Xfm на FM, телебаченні та в Інтернеті до повного запуску нового Radio X о 6: 30 в понеділок, 21 вересня 2015.
Перша пісня була відтворена на ребрендованому Radio X, Крісом Мойлесом трохи раніше 7 ранку 21 вересня 2015. Це була від Girls Aloud, неформатний крок у відповідь на повідомлення у ЗМІ про упередження нової станції стосовно віддавання переваги чоловічій авдиторії.
Радіо X тепер доступне на національному рівні через Digital One національний DAB, при цьому всі касети Xfm на місцевому рівні скинуті (у багатьох випадках замінені на радіо Помилка Lua у Модуль:Не_перекладено у рядку 253: attempt to index local 'neededTitle' (a nil value).). Нове національне радіо X також замінило Xfm на FM в Лондоні та Манчестері, а також на інших платформах, включаючи телебачення та Інтернет. Місцевого випуску на станції в Манчестері більше немає, і єдиною різницею між послугами станцій Лондона та Манчестера у Великой Британії є розділена реклама та найпопулярніші новини.
У жовтні 2019 станція Radio X's DAB перейшла на DAB+, використовуючи потік нижчої якості 40 біт/с. Зміна була зроблена, щоб звільнити місце для LBC News на мультиплексі Digital One.

## Станції
Станціями, які раніше включали мережу Xfm, були:
- XFM London, який транслює на 104,9 FM у районі Великого Лондона постійно з 1997 (і за ліцензією на обмежені послуги з 1992).
- XFM Manchester, який був запущений на 97,7 FM 15 березня 2006.

## Помітні ведучі та програми

### Поточні ведучі
| - Lliana Bird (Sunday evenings) - John Kennedy (X-Posure, Friday & Saturday late nights) - Chris Moyles (Monday to Saturday breakfast) - Gordon Smart (Monday to Thursday evenings & Sunday afternoons) - Toby Tarrant (weekday mid mornings) - Johnny Vaughan (weekday drivetime and The Kickabout) - Danny Wallace (Sunday mid morning) - Ed Gamble and Matthew Crosby (Sunday breakfast) - Dan Gasser (Saturday and Sunday afternoons) |

### Колишні ведучі
Колишні хости в мережі включають: 
| - Ricky Gervais - Stephen Merchant - Karl Pilkington - Zane Lowe - Dave Rowntree, остаточне шоу якого відбулося 13 вересня 2015 року - Dermot O'Leary - Shaun Keaveny - Claire Sturgess - Zoe Ball - Pete Mitchell - James Waters - Eddy Temple-Morris, host of The Remix, фінальне шоу якого після 15 років на XFM відбулося 4 вересня 2015. Він взяв The Remix to Soho Radio. - Josh Widdicombe, які чергувались у суботу та неділю вранці з лютого 2013 року по липень 2015 року. - Iain Baker, який працював у XFM протягом 7 років, представляючи низку різних шоу | - Alex Zane - Christian O'Connell - Dave Berry - Lauren Laverne - Eoghan McDermott, now on RTÉ Radio. - Scroobius Pip, що презентував The Beatdown, a нічне розмовне шоу та хіп-хоп шоу, з квітня 2013 по серпень 2014 року - Jon Holmes (2013—2016) - Phil Clifton - Ricky Wilson - Vernon Kay (2015—2017) - Clint Boon - Jo Good - Mary Anne Hobbs - Janice Long - Richard Skinner - Kevin Greening - Alan Freeman - Elis James - John Robins - Jimmy Hill |